# Beleg van Fukazawa
Het Beleg van Fukazawa vond plaats in 1571 en was een van de vele campagnes van de Takeda-clan tegen de Hojo-clan tijdens de Japanse Sengoku-periode. Nadat Takeda Shingen twee jaar eerder de stad Odawara had platgebrand en de thuishaven van de Hojo-clan kasteel Odawara had belegerd, belegerde hij nog een aantal andere bezittingen van de Hojo in de aangrenzende provincies, waaronder Fukazawa in de provincie Suruga.
Dit was reeds de zesde keer dat Shingen Suruga binnenviel; Fukazawa werd verdedigd door Hojo Tsunanari, die zich uiteindelijk overgaf net na het Japanse nieuwe jaar, en zich terugtrok naar Odawara.